# Battery (serie di romanzi)
Battery (バッテリー?, Batterī) è una serie di romanzi spokon dedicata al baseball, di Atsuko Asano pubblicata tra il 1996 e il 2005. Da essa sono stati tratti un drama-CD nel 2000, una pellicola cinematografica intitolata The Battery nel 2007 e un dorama di 10 episodi nel 2008. Un adattamento anime, prodotto da Zero-G, è stato trasmesso nel contenitore noitaminA di Fuji TV tra il 14 luglio e il 22 settembre 2016.

## Trama
La storia tratta di un adolescente lanciatore e ricevitore di baseball, dei suoi compagni di squadra con cui instaura una solida e duratura amicizia e delle varie avventure che li riguardano.

## Protagonisti
- Yūma Nakayama: Harada Takumi
- Shō Takada: Nagakura Go
- Shintarō Morimoto: Harada Seiha
- Yuki Saitō
- Keisuke Horibe
- Karen Miyazaki
- Shugo Nagashima: Sawaguchi Fumito
- Naruki Matsukawa
- Ryosuke Kawamura - Kazuki Kaionji
- Koji Chihara - Makoto Tomura
- Renji Ishibashi - Yozo Ioka
- Mie Nakao - Utako
- Kazuma Kawahara - Shunji Mizugaki
- Hikari Kajiwara
- Nobue Iketani
- Chisun
- Ayame Gōriki
- Shōta Sometani

## Dorama

### Episodi
| Nº | Giapponese 「Kanji」 - Rōmaji                | In onda        | In onda |
| Nº | Giapponese 「Kanji」 - Rōmaji                | Giapponese     |         |
| 1  | 「本気になれよ!」 - Honki ni nareyo!         | 3 aprile 2008  |         |
| 2  | 「俺を信じろ!」 - Ore o shinjiro!            | 10 aprile 2008 |         |
| 3  | 「やつらを許さない!」 - Yatsura o yurusanai! | 24 aprile 2008 |         |
| 4  | 「俺は負けない!」 - Ore wa makenai!          | 1º maggio 2008 |         |
| 5  | 「野球は誰のもの?」 - Yakyū wa dare no mono? | 8 maggio 2008  |         |
| 6  | 「怪物との勝負」 - Kaibutsu to no shōbu      | 15 maggio 2008 |         |
| 7  | 「キャッチャー失格」 - Kyaccha shikkaku      | 22 maggio 2008 |         |
| 8  | 「心は届くのか?」 - Kokoro wa todoku no ka?  | 29 maggio 2008 |         |
| 9  | 「勝負をつけろ!」 - Shōbu o tsukero!         | 5 giugno 2008  |         |
| 10 | 「俺たちの野球!」 - Oretachi no yakyū!       | 12 giugno 2008 |         |